# Estiu de l'amor
L'Estiu de l'amor va ser un fenomen social que va tenir lloc durant l'estiu de 1967 quan fins a 100.000 persones, majoritàriament joves identificats amb el moviment hippie van reunir-se a l'àrea de San Francisco i que sol identificar-se com un dels moments clau del naixement d'aquesta contracultura.
El preludi d'aquesta celebració és l'esdeveniment Human Be-In, celebrat al Golden Gate Park el 14 de gener de 1967, organitzat per l'artista Michael Bowen. Durant l'acte, John Phillips, del grup The Mamas and The Papas, va tocar la cançó San Francisco (Be Sure to Wear Flowers in Your Hair), que es convertiria en tot un himne del moviment i un èxit de vendes internacional.
El festival va inspirar nombroses manifestacions artístiques, entre elles el musical Hair.
L'esdeveniment s'emmarca en una sèrie de trobades durant aquell any a Califòrnia, com el Fantasy Fair and Magic Mountain Music Festival o el Monterey Pop Festival on van participar diversos artistes com The Who, Grateful Dead, the Animals, The Jimi Hendrix Experience o Janis Joplin. L'acte va tenir igualment continuació amb el multitudinari Festival de Woodstock de 1969, prop de Nova York.